# كشف المراد في شرح تجريد الاعتقاد
كشف المراد في شرح تجريد الاعتقاد ، من الكتب الكلامية الفلسفية الشيعية، من تأليف ابن المطهر الحلي ، وهو أول شرح على كتاب تجريد الاعتقاد لنصير الدين الطوسي، ويحتوي الكتاب على 6 مقاصد وفي كل مقصد عدّة فصول وفي كل فصل عدّة مسائل.

## المؤلف
الحسن بن يوسف بن علي بن محمد بن مُطهّر الحلي (648 ـ 726 هـ)، المعروف بالعلامة الحلّي الفقيه والمتكلم الشيعي في القرن الثامن للهجرة. من أشهر مؤلفاته: ونهج الحق وكشف الصدق، والباب الحادي عشر، وخلاصة الأقوال، والجوهر النضيد و منهاج الكرامة.
كان أول من لقب بآية الله ، ويُقال له في المحافل الشيعية العلامة الحلي حتى كاد يختص لقب العلامة به دون غيره.

## سبب التأليف
اشار المؤلف لسبب التأليف في بداية الكتاب ، حيث قال:
«حيث وفقنا الله تعالى للاستفادة من مولانا الأفضل العالم الأكمل نصير الملة والحق والدين محمد بن محمد بن الحسن الطوسي قدس الله تعالى روحه الزكية في العلوم الإلهية والمعارف العقلية، ووجدناه راكبا نهج التحقيق سالكا جدد التدقيق، معرضا عن سبيل المغالبة، تاركا طريق المغالطة تتبعنا مطارح أقدامه في نقضه وإبرامه، ولما عرج إلى جوار الرحمن ونزل بساحة الرضوان، وجدنا كتابه الموسوم بتجريد الاعتقاد قد بلغ فيه أقصى المراد، وجمع جل مسائل الكلام على أبلغ نظام، كما ذكر في خطبته وأشار في ديباجته، إلا أنه أوجز ألفاظه في الغاية وبلغ في إيراد المعاني إلى طرف النهاية، حتى كل عن إدراكه المحصلون، وعجز عن فهم معانيه الطالبون، فوضعنا هذا الكتاب الموسوم بكشف المراد في شرح تجريد الاعتقاد موضحا لما استبهم من معضلاته، وكاشفا عن مشكلاته، راجيا من الله تعالى جزيل الثواب وحسن المآب إنه أكرم المسؤولين»

## المحتويات
يحتوي الكتاب على 6 مقاصد وفي كل مقصد عدّة فصول وفي كل فصل عدّة مسائل، وهي عبارة عن:
المقصد الأول في الأمور العامة:
- الفصل الأول: في الوجود والعدم
- الفصل الثاني: في الماهية ولواحقها
- الفصل الثالث: في العلة والمعلول

المقصد الثاني في الجواهر والأعراض:
- الفصل الأول: في الجوهر
- الفصل الثاني: في الأجسام
- الفصل الثالث: في بقية أحكام الأجسام
- الفصل الرابع: في الجوهر المجرد
- الفصل الخامس: في الأعراض

المقصد الثالث في إثبات الصانع تعالى:
- الفصل الأول: في وجوده تعالى
- الفصل الثاني: في صفاته تعالى
- الفصل الثالث: في أفعاله تعالى

المقصد الرابع في النبوة وفيه مسائل:
- المسألة الاُولى: في حُسن البعثة
- المسألة الثانية: في وجوب البعثة
- المسألة الثالثة: في وجوب العصمة
- المسألة الرابعة: في الطريق إلى معرفة صدق النبي
- المسألة الخامسة: في الكرامات
- المسألة السادسة: في وجوب البعثة في كل وقت
- المسألة السابعة: في نبوة نبينا محمد

المقصدر الخامس في الإمامة:
- المسألة الاُولى: في أنّ نصب الإمام واجب على اللّه تعالى
- المسألة الثانية: في أنّ الإمام يجب أن يكون معصوماً
- المسألة الثالثة: في أنّ الإمام يجب أن يكون أفضل من غيره
- المسألة الرابعة: في وجوب النصّ على الإمام
- المسألة الخامسة: في أنّ الإمام بعد النبيّ بلا فصل علي بن أبي طالب
- المسألة السادسة: في الأدلّة الدالّة على عدم إمامة غير عليّ
- المسألة السابعة: في أنّ عليّا  أفضل من الصحابة
- المسألة الثامنة: في إمامة باقي الائمة الإثني عشر
- المسألة التاسعة: في أحكام المخالفين

المقصد السادس في المعاد:
- المسألة الاُولى: في إمكان خلق عالم آخر
- المسألة الثانية: في صحة العدم على العالم
- المسألة الثالثة: في وقوع العدم وكيفيته
- المسألة الرابعة: في وجوب المعاد الجسماني
- المسألة الخامسة: في الثواب والعقاب
- المسألة السادسة: في صفات الثواب والعقاب
- المسألة السابعة: في الإحباط والتكفير
- المسألة الثامنة: في انقطاع عذاب أصحاب الكبائر
- المسألة التاسعة: في جواز العفو
- المسألة العاشرة: في الشفاعة
- المسألة الحادية عشرة: في وجوب التوبة
- المسألة الثانية عشرة: في أقسام التوبة
- المسألة الثالثة عشرة: في باقي المباحث المتعلّقة بالتوبة
- المسألة الرابعة عشرة: في عذاب القبر والميزان والصراط
- المسألة الخامسة عشرة: في الأسماء والأحكام
- المسألة السادسة عشرة: في الأمر بالمعروف والنهي عن المنكر

## التعليقات والحواشي
يوجد العديد من الحواشي والتعليقات على كتاب كشف المراد، ومن أهمها:
- حاشية السيد أبو القاسم بن حسين الرضوي القمي الحائري.[4]
- حاشية الميرزا عبد الرزاق بن علي رضا المحدث الهمداني.[4]
- تعليقة الشيخ حسن زاده الآملي[5]
- توضيح المراد تعليقة كشف المراد في شرح تجريد الاعتقاد - هاشم الحسيني الطهراني[6]
- حاشية - محمد هاشم بن جلال الدين الروضاتي[7]
- التعليقة عليه - بشير النجفي
- تعليقة على كشف المراد - إبراهيم الموسوي الزنجاني.[8]

## نُسخ الكتاب
يوجد العديد من النسخ للكتاب، منها:
- نسخة مصورة في خزانة مكتبة المجلس بطهران، وهذه النسخة هي أقدم الأصول المعتبرة.
- نسخة مصورة في المكتبة المركزية بطهران تحت رقم 1865، تاريخ كتابتها 851 هـ، وهي نسخة كاملة مصححة، إلا أن رسم خطها غير جيد.
- نسخة مصورة في خزانة مكتبة آية الله المرعشي النجفي تحت رقم 727.
- نسخة مصورة في مكتبة المجلس بطهران تحت رقم 530 / 14310 مكتوبة بعدة خطوط قديمة وحديثة، وتاريخ كتابتها من القرن السابع أو الثامن.
- نسخة مصورة في جامعة المشهد الرضوي تحت رقم 452، والنسخة كاملة مكتوبة بخط واحد، وتاريخ كتابتها سنة 1089 هـ.
- نسخة مصورة في المكتبة المركزية بطهران تحت رقم 1869، وتاريخ كتابتها سنة 1093 هـ، والنسخة مكتوبة بخط واحد وعليها تعليقات.[9]